# 托列进攻
托列进攻是國際象棋開局兵開局的一種，走法為：
1.d4 Nf6 2.Nf3 e6 3.Bg5